# Château d'Auberoche (Le Change)
Pour les articles homonymes, voir Château d'Auberoche.
Le château d'Auberoche est le nom d'un ancien château détruit dont le site se trouve sur la commune du Change, dans le département français de la Dordogne. Il n'en subsiste qu'une chapelle, classée au titre des monuments historiques depuis 1960.

## Localisation du site

### La châtellenie
La châtellenie d'Auberoche se situait dans le secteur nord-est de l'Aquitaine. Elle occupait, dans le Périgord central, un important territoire, seize kilomètres à l'est de la ville de Périgueux, en amont de la confluence de l'Isle et de l'Auvézère. 
Ce territoire se surimposait à celui de quinze communes, réparties sur trois cantons, appartenant à l'arrondissement de Périgueux. Le cadre communal permet une évaluation de l'emprise territoriale de la châtellenie, s'étendant sur environ 25 000 hectares. Son vaste territoire enjambe les trois vallées de l'Isle, de l'Auvézère et du Manoire, la vallée de l'Auvézère constituant un axe principal de direction est-ouest, véritable couloir de part et d'autre duquel semble s'être organisée l'assiette territoriale de la châtellenie. 
Sur le plan géographique, cette dernière dessine un périmètre très représentatif de la physionomie du Périgord central. En effet, le territoire de la châtellenie d'Auberoche intègre une partie des deux domaines structuraux qui composent cette région du Périgord. Ceux-ci entrent en contact selon une ligne de fractures, de direction nord-ouest - sud-est, passant légèrement à l'est du village du Change. Ainsi s'opposent de part et d'autre de cette ligne de contact deux domaines morphostructuraux :
- autour de Périgueux s'étend une région construite sur les calcaires crétacés, les placages du sidérolithique et les vastes épandages de colluvions quaternaires. C'est un « pays » de collines boisées, entrecoupées d'innombrables vallons secs et de combes feutrées d'altérites ;
- à une quinzaine de kilomètres à l'est de Périgueux au-delà du village du Change commence un autre « pays ». Il correspond à l'apparition des calcaires jurassiques. Le paysage est ici plus uniforme. C'est celui d'un plateau, laniéré par un réseau hydrographique ancien, marqué par l'action karstique et couvert d'une maigre végétation de reconquête calcicole.

Là débute le causse périgordin. Il constitue la partie orientale du territoire de la châtellenie d'Auberoche.
La châtellenie d'Auberoche « castellana de Alba Rupe » est mentionnée dès le XIIIe siècle en 1287 lors d'un hommage à Arthur II de Bretagne devenu vicomte de Limoges par son mariage avec Marie de Comborn, fille de Guy VI, vicomte de Limoges de la Maison de Comborn. En 1365, cette châtellenie compta jusqu'à quinze paroisses : Le Change, Sarliac, Cubjac, Montagnac, Limeyrat, Ajat, Fossemagne, Saint Crépin, Saint Pierre, Blis, Antonne et Trigonant (deux paroisses distinctes dans la châtellenie), Eyliac, Saint Antoine et Milhac. Par le nombre de paroisses, Auberoche comptait parmi les plus importantes châtellenies du Périgord.
Le castrum d'Auberoche se situait sur la commune du Change, bien centré au cœur même du territoire de cette ancienne paroisse. Il occupait un site élevé et escarpé au-dessus de la vallée de l'Auvézère, sur l'extrême bordure du causse périgordin, à quelques pas du contact avec le domaine crétacé. 
Le choix du site semble avoir été guidé par des conditions naturelles privilégiées. La topographie des lieux offre des possibilités susceptibles de répondre aux exigences d'une implantation castrale. Auberoche marque une évolution en matière d'architecture castrale, puisqu'il s'agit de l'exploitation à des fins défensives d'un site élevé et naturel sur lequel la pierre sera le premier matériau utilisé, alors qu'initialement la motte castrale résultait de l'aménagement par l'homme d'un terrain souvent en plaine pour y créer une surélévation en terre et y bâtir en bois. C'est donc par extension que le terme de castrum a continué à s'appliquer à cette évolution architecturale. L'évolution de l'art militaire et des matériels a conduit à cette modification logique du choix des lieux de défense et des matériaux servant à l'édification des tours et donjons qui furent bâtis vers la fin du Xe siècle.
La vallée prend ici de l'ampleur. L'Auvézère décrit deux grands méandres. Ils contournent successivement trois avancées d'interfluves considérablement aplanies par l'érosion fluviatile. D'importants lambeaux de la terrasse ancienne offrent des sols fertiles, à l'abri des inondations. 
Ces conditions particulières déterminent une vaste région basse, propice à la mise en valeur agricole. À la hauteur du Change, l'Auvézère est profondément encaissée dans le substrat calcaire. Les rives concaves du cours d'eau viennent s'appuyer contre de puissants abrupts dont les pentes raides dominent l'Auvézère d'une hauteur de 50 à 80 mètres. Ces escarpements isolent les interfluves de la vallée. Tout accès est difficile, sinon par les vallons affluents. Les possibilités défensives et de contrôle de l'axe de passage déterminé par la vallée sont évidentes. 
La tour-maîtresse, qui fut le premier élément de ce castrum, se dressait sur la rive droite de l'Auvézère, dans la courbe du premier méandre. Elle fut édifiée au faîte d'un éperon rocheux taillé dans les calcaires bathoniens par l'Auvézère et un réseau d'affluents. À l'est, la profonde dépression de l'Auvézère constitue l'abrupt principal. Il est interrompu au sud par la percée d'un vallon. Ce système est complété côté ouest, par l'échancrure qui détermine sur le front sud un modeste sous-affluent. Au nord, un étroit passage reliait l'éperon au domaine des plateaux.

## Historique

### Du début de la guerre de Cent Ans à nos jours
Le site d'Auberoche en Périgord est bien connu de tous les historiens de la guerre de Cent Ans pour le combat décisif qui s'y déroula en octobre 1345. La bataille d'Auberoche est le terme victorieux de la première campagne en Guyenne du corps expéditionnaire anglo-gascon, placé sous le commandement d'Henry de Grosmont dit Henri de Lancaster, comte de Derby, qui avait débuté par la prise de Bergerac, dans la vallée de la Dordogne en août de la même année. 
Maintes fois cité à la suite de Jean Froissart par les chroniqueurs puis par les historiens contemporains, ce haut lieu de la lutte armée franco-anglaise, dans le sud-ouest du pays, vit se dérouler sous ses murs la première bataille importante et terrestre de la guerre de Cent Ans.
La prise de Bergerac obligea les troupes françaises commandées par le comte Bertrand de L’Isle Jourdain (ou Lille Jourdain) à se replier vers La Réole. Le corps expéditionnaire anglais poursuivit son avancée vers le Périgord et s’empara sans trop de difficultés des quelques places fortes où Bertrand de l’Isle Jourdain n’avait laissé que quelques soldats. La résistance d’Auberoche fut vaine, tant le combat fut inégal, et les Anglais s’emparèrent de la place. Avant de repartir vers Bordeaux, le comte de Derby y laissa une garnison commandée par messires Franque de Halle, Alain de Finefroide et Jean de Lindehalle. 
C’est toujours replié à La Réole que le comte Bertrand de l’Isle Jourdain apprit le retour de l’armée anglaise à Bordeaux. Informé de la faiblesse de la garnison anglaise laissée à Auberoche, le comte y vit une opportunité de reprendre ce site fortifié, qui, par sa position, servait de verrou à trois vallées : celles de l’Isle, de l’Auvézère et, dans une moindre mesure, celle du Manoire. Pour « bouter l’anglois » hors d’Auberoche, il appela à se joindre à lui, les comtes, vicomtes, barons et chevaliers de Gascogne. C’est ainsi que ceux de Carmaing, de Bruniquel, de Pierregord, de Comminges, le rejoignirent avec leurs gens et leurs hommes d’armes et vinrent mettre le siège devant le château d’Auberoche. L’ost qui se mit en place tout autour d’Auberoche était si nombreuse que la garnison anglaise comprit vite que nul ne pourrait plus sortir ou entrer. Les assiégeants firent venir de Toulouse quatre machines de guerre qui chaque jour envoyèrent des tonnes de pierres contre les murs du château. 
La situation de la garnison d’Auberoche devint rapidement critique et ceux qui la commandaient comprirent que, sans secours, ils ne pourraient bientôt avoir comme seule solution que celle de se rendre. Néanmoins, ils tentèrent de prévenir le comte de Derby pour lui demander secours. Ils rédigèrent une lettre revêtue de leur sceaux pour l’informer de la situation à Auberoche. Cette lettre fut cousue dans les vêtements d’un valet qui, selon Froissart, s’était porté volontaire pour tenter de traverser les lignes françaises. Celui-ci fut descendu le long du mur d'enceinte mais fut vite arrêté à un poste de guet français et, s’exprimant en gascon, tenta d’expliquer qu’il était au service d’un des seigneurs assiégeant Auberoche. Il ne fut pas assez convaincant et la supercherie fut découverte ainsi que le message dont il était porteur. Les chevaliers prirent connaissance de ce message et, plaçant ce valet dans la fronde d’une catapulte, le renvoyèrent par-dessus les murs du château. Cet épisode est immortalisé dans deux enluminures illustrant le Recueil des Croniques et Anchiennes Istories de la Grant Bretaigne, a présent nommé Engleterre de Jean de Wavrin.
La nouvelle du siège d’Auberoche et la situation critique de sa garnison finirent cependant par arriver jusqu’au comte de Derby. Celui-ci et messire Gautier de Mauny furent d’accord pour tenter de desserrer l’étau français autour du château. Le comte de Derby se mit en route et fit demander à Richard de Stafford et Étienne de Tombey qui étaient à Libourne, ainsi qu’au comte de Pembroke qui était à Bergerac de le rejoindre pour marcher vers Auberoche. Le comte de Pembroke ne rejoignit pas le comte de Derby. Bien qu’inférieure en nombre, l’armée anglaise réussit à surprendre à l’heure du dîner les comtes et vicomtes, qui commandaient l’armée française, et à les faire prisonniers. Les soldats français cessèrent le combat. Cette bataille d’Auberoche eut lieu le 23 octobre 1345. Auberoche resta possession anglaise et le commandement de sa garnison fut confié à messire Alexandre de Caumont.
En 1346, Auberoche redevient possession française du roi Philippe VI de Valois. Celui-ci décidera de la vente de cette châtellenie au cardinal Talleyrand de la Maison de Talleyrand-Périgord. Cette vente sera effective en novembre 1346 pour la somme de 24 000 florins et ratifiée par Charles de Blois, duc de Bretagne et Jeanne de Penthièvre son épouse, comtesse de Penthièvre et vicomtesse de Limoges. Le cardinal Talleyrand-Périgord donnera à son frère Roger-Bernard, comte de Périgord, procuration pour recevoir en son nom tous les hommages qui lui étaient dus par les habitants de cette châtellenie.
En 1361, à la mort de Roger-Bernard, le comté de Périgord revient à son fils Archambaud V. En 1368, Archambaud V dispense pendant neuf ans la ville de Périgueux de lui verser un impôt mentionné dans le « Recueil des ordonnances des rois de France » et appelé « droit du commun de la paix ». Pour réelle qu’elle fut (les lettres patentes rédigées à Toulouse par Archambaud V en attestent), les motivations d’une telle décision n’ont jamais été bien définies par les chroniqueurs et historiens. Au bout de neuf années, Archambaud V exigea le retour au versement de cet impôt, ce que refusèrent les consuls de Périgueux prétextant que seul le roi, Charles VI en l’occurrence, pouvait lever cet impôt et ils demandèrent l’arbitrage du Parlement de Paris. Archambaud regroupa ses hommes d’armes dans sept châteaux autour de Périgueux, dont celui d’Auberoche. Entre autres villages, ses soldats pillèrent Le Change et brûlèrent son église en 1383. Il se rendit en 1394 et fut conduit à Paris. Jugé en 1395, il fut condamné au bannissement, puis un nouveau jugement le condamna en 1398 à être privé de son comté et exécuté. Le roi le gracia et Archambaud V passa en Angleterre où il mourut en 1399.
Archambaud VI, son fils, lui succéda. Dans un souci de clémence, le roi Charles VI lui rendit le comté de Périgord à l’exception de la ville de Périgueux. Cette décision entraîna la reprise du conflit entre Archambaud, la ville de Périgueux et le roi de France. Condamné au bannissement et à la confiscation de ses biens, Archambaud VI s’enfuit en Angleterre et le comté de Périgord avec la châtellenie d’Auberoche revint à Louis (1392-1407), duc d'Orléans et frère du roi Charles VI. Il prit possession de la châtellenie d’Auberoche en 1400. À sa mort en 1407, le comté de Périgord revint à son fils Charles. Fait prisonnier à la bataille d'Azincourt, en 1415, Charles d’Orléans restera 25 ans en Angleterre et ne visita sans doute jamais ce comté. 
Archambaud VI revint en France avec des troupes anglaises en 1412 et le conflit, avec ses exactions, reprit avec la ville de Périgueux. En 1415, le comte prend Auberoche et en fait son quartier général. C’est à Auberoche qu’il rédige, en 1425, un testament léguant tous ses biens à sa sœur Eléonor de Périgord. Quittant Auberoche, il se retirera à Montignac pour y mourir en 1430. Il laissera à Auberoche une garnison sous les ordres d’un soldat nommé Audry Jamard qu’il fit capitaine et son exécuteur testamentaire. En 1428, Jean de Blois, dit de Bretagne, met le siège devant Auberoche qui ne sera pris, à la suite de la trahison d’un soldat de la garnison, qu’en 1430. Jean de Blois souhaitait remettre ce château au roi de France mais les consuls de Périgueux souhaitèrent sa destruction totale afin de faire oublier le conflit avec Archambaud V puis Archambaud VI qui avait ruiné pendant presque 40 ans le Périgord. Ils votèrent un impôt (fouage) et pour la somme de seize écus demandèrent à Jean de Blois dit de Bretagne, seigneur de l’Aigle, de détruire Auberoche. Le démantèlement d’Auberoche fut achevé en 1431. Seule, la chapelle castrale trouva grâce devant la pioche des démolisseurs et resta fièrement campée, à l'extrémité de l'éperon de roche blanche qui dicta le nom du site.
En épousant en 1470 Françoise de Blois-Bretagne († 1481), comtesse de Périgord, et vicomtesse de Limoges, Alain d’Albret trouva le comté de Périgord et la vicomté de Limoges dans la dot de son épouse. Le 15 février 1512, la châtellenie d’Auberoche est vendue par Jean III, roi de Navarre à Alain, seigneur d’Albret, son père pour la somme de 2 000 écus d’or. Cet acte de vente fut enregistré à Nérac. 
Le 3 juin 1600, Henri IV vend la châtellenie d’Auberoche à son chambellan et conseiller Jean Foucauld, seigneur de Lardimalie, pour la somme de 5 000 florins soit 15 000 livres. Jean Foucauld de Lardimalie était déjà gouverneur du Périgord et de la vicomté de Limoges et avait le titre de baron d’Auberoche.
Privée du château qui en constituait le cœur, la châtellenie d'Auberoche fut progressivement démembrée jusqu'au XVIIIe siècle. Les ruines de la forteresse s'estompèrent doucement au point de ne plus être lisibles, sans avoir recours à un examen détaillé du lieu. L'oubli du site est total. Au XIXe siècle, le journaliste bordelais Henry Ribadieu voudra situer Auberoche à Caudrot en Gironde. Cette hypothèse est rapportée dans le livre Étude sur les chroniques de Froissart de M. Bertrandy. Les documents conservés dans les archives nationales ou départementales, les fouilles archéologiques, et les nombreux ouvrages parlant d'Auberoche et de sa châtellenie l'ont toujours situé en Périgord à son emplacement initial.

### Origine de la fondation castrale

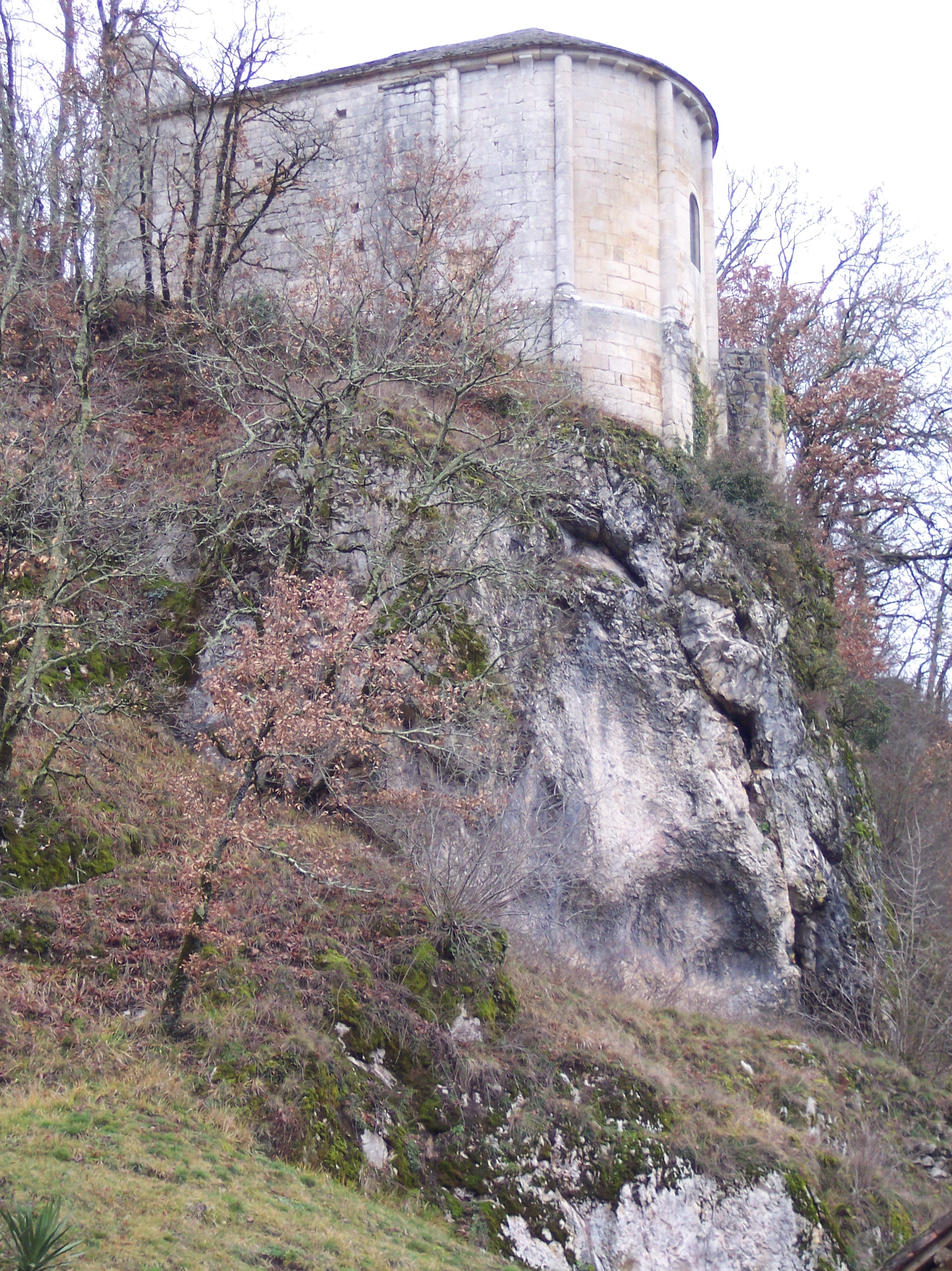
La chapelle d'Auberoche.

L'histoire du castrum d'Auberoche, du début de la guerre de Cent Ans à nos jours, est assez facile à reconstituer, les documents étant abondants, fiables et précis. 
Par contre, il n'en est pas de même pour traiter des périodes antérieures au XIVe siècle, les sources devenant beaucoup plus rares, imprécises, fragmentaires et d'utilisation délicate. 
Toutefois, l'inventaire des documents touchant de près ou de loin Auberoche permet de commencer à établir une sorte de trame, d'ossature chronologique dans laquelle se dessinent les contours essentiels de l'histoire du castrum, de ses origines au XIVe siècle. 
La première source écrite faisant mention de la décision d'ériger un castrum sur l'éperon rocheux d'Auberoche se trouve dans le Fragmentum de Petragoricensibus Episcopis (chronique des évêques de Périgueux composée vers 1182). L'ouvrage du R.P. Jean Dupuy : L'estat de l'Église du Périgord depuis le christianisme (ed. 1652) cite également cette décision de l'évêque Frotaire, prise pendant son épiscopat entre 976 et 991, d'utiliser le relief rocheux d'Auberoche pour y édifier une rocca fortis. Les datations réalisées sur le site permettent de situer l'édification de la tour d'Auberoche autour de l'année 990. Celle-ci serait contemporaine de la tour de Langeais édifiée à la même période par Foulques Nerra, comte d'Anjou. Le castrum Auberoche apparaît alors comme l'une des articulations majeures de la stratégie épiscopale à la fin du Xe siècle, et constitue avec ses homologues (La Roque Saint-Christophe, Agonac, Crognac près de Saint Astier, Bassillac), une composante de cette « cotte de mailles » tissée par le pouvoir temporel épiscopal du centre diocésain. On entrevoit quelques-uns des mobiles placés à l'origine de cette structuration politique de l'espace épiscopal. Elle peut résulter du choc psychologique provoqué par les incursions dévastatrices et sporadiques de bandes de Normands aux IXe et Xe siècles qui touchèrent le Périgord. Ces incursions visaient surtout les églises, abbayes et monastères. Cela expliquerait la volonté des évêques de s'assurer la maîtrise du bassin hydrographique du Périgord central (cours de l'Isle et son chevelu d'affluents, Beauronne, Auvézère, Vézère) et par là même d'exercer un contrôle intégral de ces couloirs naturels de circulation dont les grandes orientations ont déterminé très tôt le tracé des axes routiers médiévaux. Dans ce contexte, le relief rocheux d'Auberoche prenait toute sa valeur. Il offrait un site défensif naturellement privilégié, placé en contact immédiat de la vallée de l'Auvézère, dans le circonvoisinage du chef-lieu de diocèse. À sa fonction d'observatoire et de verrou, s'ajouta peut-être celle de refuge pour la population rurale de la paroisse du Change, cadre d'accueil du castrum. Cette paroisse semble d'origine ancienne et d'inspiration épiscopale (VIIe - VIIIe siècle). 
L'histoire évènementielle de la région rapporte la rivalité latente qui opposa le comte de Périgord et l'évêque du diocèse de Périgueux pour aboutir à l'inféodation d'Auberoche à la vicomté de Limoges. À l’époque de l’édification d’Auberoche, l’empire de Charlemagne se défait, le Xe siècle est le théâtre de mutations importantes dans la société médiévale. Les comtes, jusque-là administrateurs délégués nommés par l’empereur, prennent peu à peu le pouvoir dans les provinces et l’Église sent sa puissance menacée par ce pouvoir local naissant. Les sites castraux, épiscopaux ou comtaux, sont nombreux à s’ériger dans les provinces et les antagonismes entre l’épiscopat et les comtes débouchent parfois sur un conflit armé. C’est dans ce contexte que la châtellenie d’Auberoche sera inféodée à la vicomté de Limoges en 1040 par l’évêque de Périgueux, Geraud de Gourdon (vers 1037-1059). Cet évêque reconnaissait au comte de Périgord le droit de battre monnaie mais à la condition que cela fut fait sous son contrôle. C’est ainsi qu’il déclara la monnaie « hélienne » frappée par Hélie II, comte de Périgord (1010-1031), illégale et la détruisit. Il entra en conflit avec Aldebert II, fils d’Hélie. C’est pour faire face aux dépenses engendrées par ce conflit que l’évêque céda la châtellenie d’Auberoche à la vicomté de Limoges en échange de son soutien. 
Ces affrontements trouvèrent leur prolongement dans les prétentions du vicomte de Limoges, Adémar III dit le Barbu, mû par le jeu des préoccupations expansionnistes concurrentes à celles du comte de Périgord dans une zone de marche mal définie et soumise encore à des fluctuations jusqu'au début du XIIe siècle. Cette conjoncture donnait une nouvelle fois à Auberoche et son terroir une place importante aux plans stratégique, politique et économique. 
Le vicomte de Limoges reconnaît, pour Auberoche, l'évêque de Périgueux comme son suzerain dès la seconde moitié du XIIe siècle (1154-1157). Par l'inféodation épiscopale, le vicomte de Limoges étendait sa domination jusqu'aux portes du siège épiscopal et comtal périgordin. C'est sur cette base d’appui que s'instaura une seigneurie châtelaine de première origine, que s'établit ainsi un centre de diffusion métrologique et d'où s'exerça et se maintint aux portes de Périgueux le pouvoir politique et économique des vicomtes de Limoges. Le château devint le centre d'une unité féodale, en même temps que l'élément générateur de l'ossature, du paysage et de l'espace qui l'entourent. La réalité de l'existence de l'unité territoriale engendrée par le castrum se manifeste dans les textes à partir du XIIIe siècle, mais il n'est pas improbable que la châtellenie ait pris corps au siècle précédent. Elle englobait dans son ressort quinze paroisses en 1365 et contrôlait dans ses extrémités deux grands courants de circulation convergents vers la ville de Périgueux, par la vallée de l'Auvézère et par celle du Manoire. 
Le pouvoir judiciaire et administratif était assuré sur l'étendue du district par un prévôt, agent du vicomte de Limoges, attesté dès septembre 1257. La rocca castri devint un chef-lieu de circonscription de poids et mesures, attesté dès 1289 et le lieu de perception d'un péage pour le sel au XIVe siècle. Elle engendra également une agglomération villageoise vers la fin du XIIe ou au début du XIIIe siècle, comme commencent à l'indiquer les premières fouilles archéologiques. L'indigence de la documentation ne permet pas de connaître le statut de ce bourg subcastral. Il semblerait que certains privilèges furent accordés très tardivement (deuxième moitié du XIVe siècle) à la population. Mais la communauté ne semble pas avoir franchi le stade embryonnaire de son affranchissement avant la disparition du castrum au début du XVe siècle. L'état des résidents et leurs qualités restent dans l'ombre. Le terme générique de villa qualifiant alors en Périgord les conglomérats d'habitats n'est pas mentionné dans les sources manuscrites de la fin du Moyen Âge pour Auberoche ; cela semble surprenant en comparaison de ses homologues des environs (bourgs castraux d'Excideuil, de Montignac, de Thiviers, du Puy Saint-Front). Quand les textes citent ces lieux, ils discernent distinctement leurs entités : castrum (château) ; villa (ville, peuplement de bourg castraI) ; castellania (châtellenie). Par contre, les documents mentionnent à Auberoche une structure religieuse bipolaire au XIIIe siècle. Il existait deux chapelles sur le site, l'une castrale : Saint-Michel, l'autre villageoise : Saint-Matthieu. La rocca castri semble aussi avoir joué un rôle important dans la structuration du pays environnant. Elle constitua un point d'ancrage pour un contingent de milites castri dont la présence à l'intérieur de ses murs est signalée dès le début du XIIe siècle. Ils sont les probables ancêtres de ces lignages chevaleresques qui seront à l'origine d'une éclosion de semis d'habitats, autour de leurs maisons fortes, dans le ressort de la châtellenie. L'implantation de ces résidences de damoiseaux ou chevaliers de paroisses, résulte sans doute d'une politique de concession de fiefs à charge d'hommage lige. Ces tenures féodales prirent un caractère héréditaire et se transmirent par la règle de la primogéniture. Elles constituèrent l'unité de base de l'habitat et de la mise en valeur du sol du terroir.

## Description du château

### La chapelle

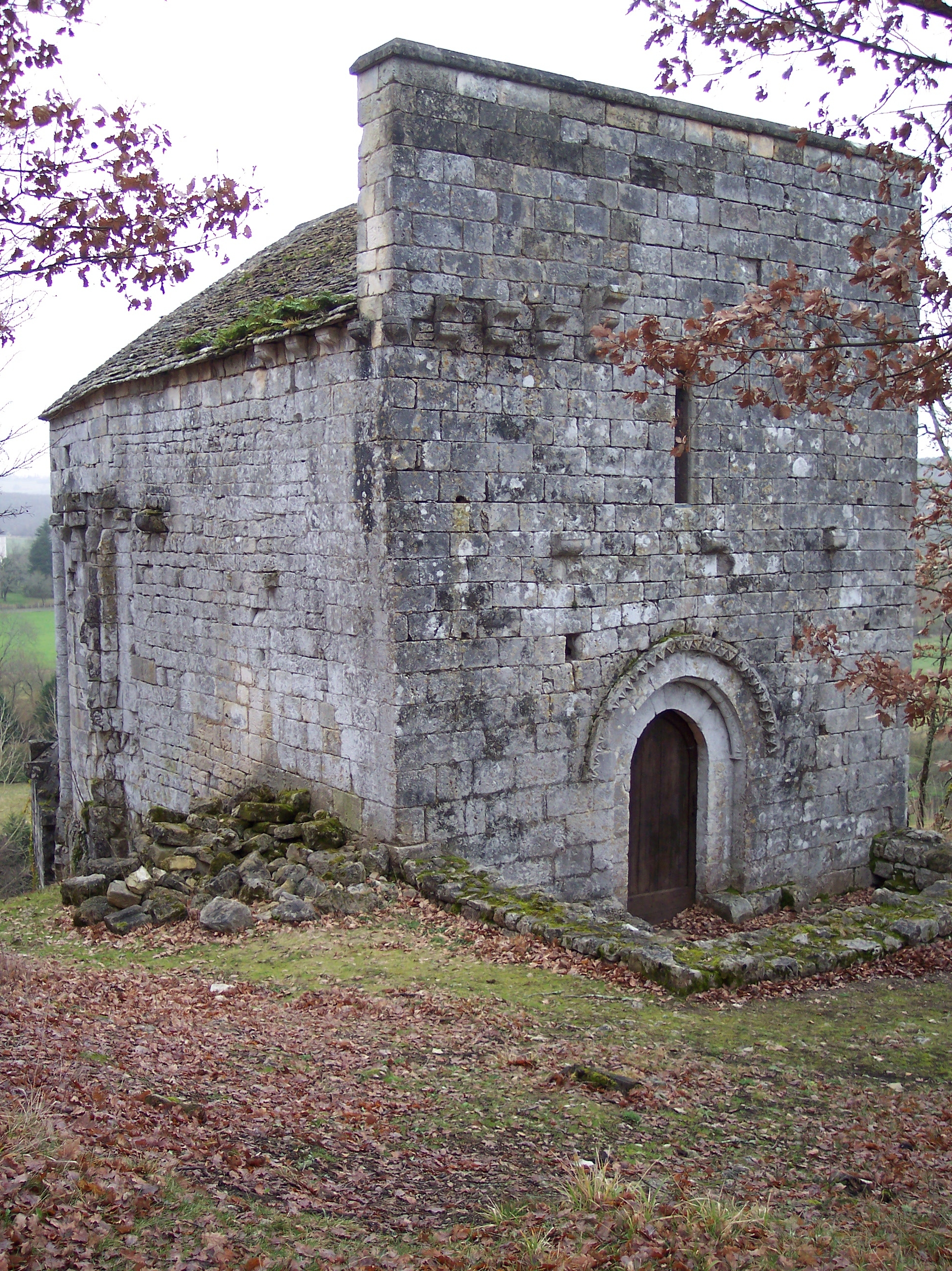
Le château d'Auberoche : la chapelle Saint-Michel

La chapelle Saint-Michel d'Auberoche, dédiée à saint Michel, est une petite chapelle castrale romane. Elle fut construite au XIIe siècle Son abside arrondie est scandée de contreforts-colonnes. Une archivolte simple sculptée en pointes de diamant orne le portail d'entrée ; par contre, les peintures murales qui couvraient l’abside et le cul-de-four ont presque entièrement disparu. Les seules représentations existantes de ces peintures murales sont les relevés réalisés en 1855 par l'archéologue-dessinateur aquitain Léo Drouyn. La chapelle Saint Michel d'Auberoche est classée au titre des monuments historiques par arrêté du 7 mars 1960. Certains ouvrages et archives la citent aussi comme chapelle dédiée à saint Georges. L'hypothèse concernant cette dernière appellation remonterait à la guerre de Cent Ans et aurait été donné à cette chapelle en signe d'appartenance à la couronne d'Angleterre et par référence à la croix de saint Georges qui fut le premier emblème et drapeau de l'Angleterre. 
Cette chapelle fut sauvée de la ruine en 1967 grâce à d'importants travaux de restauration. Ces travaux permirent la remise en état d'un toit réalisé entièrement en lauzes.

### Le logis seigneurial
Le puissant logis seigneurial érigé au sommet de la butte tabulaire qui domine l'éperon rocheux a été construit vraisemblablement dans le courant du XIIe siècle. La butte qui le supporte est semble-t-il en partie d'origine anthropique. Elle oblitère peut-être les traces d'une occupation antérieure dont l'existence, si l'on se réfère aux sources scriptuaires, peut être envisagée. L'absence de témoins d'occupations antérieurs au XIIe siècle, dans les sondages 2 et 3 tend également à démontrer que les sources anachroniques (1180) rapportant que la fondation de la rocca forti daterait des années 976, 991, sont chargées d'erreurs. Ces origines furent peut-être volontairement vieillies dans le but de conforter les évêques de Périgueux dans leurs droits de possesseurs, lorsqu'ils souhaitèrent procéder à l'inféodation de la place en faveur des vicomtes de Limoges dont les intérêts s'opposaient à ceux du comte de Périgord, lui-même en conflit avec le pouvoir épiscopal périgourdin.
Plusieurs niveaux d’occupation se sont succédé ; aujourd’hui on ne voit la trace que de l’ancien silo qui fut abandonné au XIIe siècle. Ensuite une aire à feu fut aménagée, puis la construction d’une cheminée avant que le logis soit démoli en 1430 (sondage 2 du secteur II).

### Les cellules d’habitation

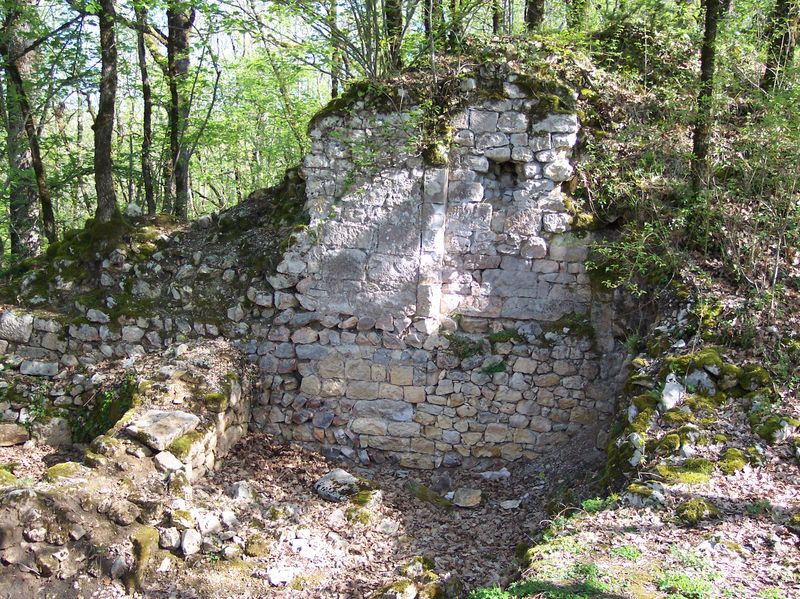
Le château d'Auberoche : le logis seigneurial

Le regroupement de l'habitat situé sur le versant ouest en dessous du château, dont l'existence fut prouvée par la découverte des cellules 1 et 3, semblerait s'étendre sur l'ensemble des terrasses artificielles créées dans ce secteur pentu du site. Les cellules d'habitation peuvent y être assez nombreuses (deux à trois dizaines) en fonction des surfaces structurées. L'imbrication structurelle des diverses terrasses laisse supposer aussi que leurs aménagements s'effectuèrent plus ou moins simultanément. La contemporanéité de l'édification des cellules 1 et 3 (démontrée par le mobilier présent dans leurs niveaux de fondement), distantes l'une de l'autre de plus de 70 mètres et situées l'une en haut du versant, l'autre à sa base, irait dans le sens de cette hypothèse. La conquête de la pente du versant à la fin du XIIe et au début du XIIIe siècle par un habitat villageois aurait été assez rapide. Cela ainsi que la possibilité d'un peuplement de plusieurs dizaines d'habitations, semble trouver confirmation dans le fait que le village d'Auberoche entraîna probablement, dès le milieu du XIIIe siècle, la création d'une paroisse dont il était le chef-lieu. Son église, aujourd'hui disparue dédiée à saint Matthieu, implantée certainement sur le versant ouest en bordure du chemin qui le traverse, est citée dès 1279. 
Le sondage 1, placé sur une terrasse qui peuple le versant ouest du site, a permis de constater que l’habitat groupé au pied du château dans cette zone du site s’implanta à la fin du XIIe siècle ou dans la première moitié du siècle suivant. L’abandon de la cellule fut contemporain de celui du logis seigneurial et de l’arasement de l’enceinte. Cela indiquerait une réelle subordination de cet habitat villageois de première génération au château qui en fut certainement l’élément générateur.
Le sondage du secteur 3 livre la preuve d’une occupation paysanne qui réoccupa le site seigneurial après sa désertion (donc postérieurement à 1430), grâce à une succession de niveaux aménagés. On peut cependant ajouter grâce à la céramique trouvée dans ces niveaux, que la phase finale de l’occupation ne déborde pas la fin du XVe siècle.
L'origine de la création de cette petite occupation villageoise demeure obscure : rien pour l'instant n'indique s'il s'agit là d'un habitat groupé spontanément autour du château, ou si au contraire le mouvement fut plus ou moins dirigé par les possesseurs du castrum.

### L’enceinte
L’établissement de l’enceinte dont le tracé peut être suivi approximativement grâce aux acquis du relevé topographique, paraît contemporain des premières occupations du logis seigneurial qu’elle enserre et protège. L’homogénéité des fondations de ce mur témoigne de sa construction en une seule campagne. Les limites de l’espace castral qui sont encore perceptibles semblent être héritées de l’installation de l’enceinte romane. L’assiette du château ne paraît donc pas avoir subi d’agrandissement ou de contraction entre le XIIe et le XVe siècle.
Le sondage du logis seigneurial et celui pratiqué sur l’enceinte apportèrent tous deux des éléments confirmant la destruction et l’abandon du château au début du XVe siècle, à la suite des évènements militaires qui marquèrent la fin de la guerre de Cent Ans.
Eugène Le Roy, dans la chanson populaire citée dans Le moulin du Frau, parle de la tour du donjon qui résiste encore assez fièrement aux intempéries :
La tour d’Auberoche
Monte dans les nuages
Pourtant j’aime mieux, certes
Le cou ceint d’un velours
De ma mie.

### Sources
1. ↑  Chroniques de Froissart, livre 1.
2. ↑  « Chapelle Saint-Michel d'Auberoche », notice no PA00082473, sur la plateforme ouverte du patrimoine, base Mérimée, ministère français de la Culture, consultée le 26 avril 2011.